# Pompeia Sulla
Pompeia Sulla (fl. în secolul I î.Hr.) a fost a doua soție a lui Iulius Cezar.